# Jean-Pierre Leroux
Pour les articles homonymes, voir Leroux.
Jean-Pierre Leroux, né le 30 avril 1938 à Lille (Nord) est un acteur français.
Essentiellement actif au théâtre, il a participé à de nombreuses pièces. Il est également une des grandes voix du doublage, prêtant notamment sa voix à Malcolm McDowell, Derek Jacobi, Héctor Elizondo et Sam Anderson, mais aussi à Michael Des Barres (Murdoc) dans la série télévisée MacGyver.
Durant plus de 35 ans, il a pris part aux Lundis de l'Histoire sur France Culture comme lecteur des textes lors des débats.

## Biographie
Élève primé du Conservatoire national d'art dramatique en 1966, il a notamment travaillé avec Jean-Laurent Cochet sur Andromaque et Georges Vitaly pour Quoat-Quoat d'Audiberti.
Après un succès au café-théâtre dans Areu = MC2 de Gérard Hernandez, il intègre et administre la troupe de Jean-Laurent Cochet au sein de laquelle il joue notamment : La Parisienne, Le Malade imaginaire, Les Fausses Confidences, Chat en poche, Doit-on le dire ? ou encore 29 degrés à l'ombre.
À partir de l'année 2003, il devient administrateur-comédien des Compagnons de la Chimère, troupe fondée par Arnaud Denis, et joue successivement Les Fourberies de Scapin, La Cantatrice chauve, Les Revenants, L'Ingénu d'après Voltaire, Les Femmes savantes, Ce qui arrive et ce qu'on attend de Jean-Marie Besset et Dom Juan.
Variant les textes et les metteurs en scène, on a pu le voir également dans des pièces de Marcel Achard (Malbrough s'en va-t-en guerre), Musset (Lorenzaccio), Camus (Caligula) ou Arrabal (Punk et Punk et Colegram).

## Théâtre
- 1964 : La Tragédie de la vengeance d'après Cyril Tourneur, mise en scène Francis Morane et Jean Serge, théâtre Sarah-Bernhardt
- 1968-1969 : Quoat-Quoat de Jacques Audiberti, mise scène Georges Vitaly, théâtre La Bruyère puis théâtre des Célestins
- 1970 : Caligula d'Albert Camus, mise scène Georges Vitaly, théâtre La Bruyère
- 1973 : La Débauche de Marcel Achard, mise scène Jean Le Poulain, théâtre de l'Œuvre
- 1974 : Le Siècle des lumières de Claude Brulé, mise en scène Jean-Laurent Cochet, théâtre du Palais-Royal
- 1974 : Antigone de Jean Anouilh, mise en scène Gérard Dournel, festival de Vaison-la-Romaine
- 1977 : Quoat-Quoat de Jacques Audiberti, mise en scène Georges Vitaly, théâtre La Bruyère
- 1978 : Punk et Punk et Colégram de Fernando Arrabal, mise scène Georges Vitaly, théâtre du Lucernaire
- 1979 : Comédie pour un meurtre de Jean-Jacques Bricaire et Maurice Lasaygues, mise en scène Dominique Nohain, théâtre Tristan-Bernard
- 1980 : L'Homme au chapeau de porcelaine de Fernando Arrabal, mise en scène Gérard Hernandez, théâtre Tristan-Bernard
- 1987 : Moi, moi et moi de Henri Mitton, mise en scène Georges Vitaly, théâtre du Lucernaire
- 2002 : Doit-on le dire ? d'Eugène Labiche, mise en scène Jean-Laurent Cochet, théâtre Mouffetard
- 2006 : Les Fourberies de Scapin de Molière, mise en scène Arnaud Denis, théâtre du Lucernaire
- 2006 : La Cantatrice chauve d'Eugène Ionesco, mise en scène Arnaud Denis, théâtre Clavel
- 2007 : Les Revenants d'Henrik Ibsen, mise en scène Arnaud Denis, théâtre 13
- 2008 : L'Ingénu d'après Voltaire, mise en scène Arnaud Denis, Vingtième théâtre
- 2008 : Les Fourberies de Scapin de Molière, Petit Montparnasse
- 2009-2010 : Les Femmes savantes de Molière, mise en scène Arnaud Denis, Festival d'Anjou, théâtre 14 Jean-Marie-Serreau, puis théâtre de Paris
- 2009 : L'Ingénu d'après Voltaire, mise en scène Arnaud Denis, théâtre Tristan-Bernard
- 2010 : Ce qui arrive et ce qu'on attend de Jean-Marie Besset, mise en scène Arnaud Denis, Vingtième théâtre puis Petit Montparnasse
- 2012 : Nuremberg ou la Fin de Goering d'Arnaud Denis, mise en scène de l'auteur, Vingtième Théâtre
- 2014 : Dom Juan de Molière, mise en scène d'Arnaud Denis, théâtre 14 Jean-Marie-Serreau
- 2016 : Le Bel Indifférent de Jean Cocteau, théâtre 14 Jean-Marie-Serreau

## Filmographie

### Cinéma
- 1976 : Le Juge et l'Assassin de Bertrand Tavernier : Radeuf
- 1977 : Nous irons tous au paradis de Yves Robert
- 2013 : Being Homer Simpson d'Arnaud Demanche : le médecin

### Télévision

#### Téléfilms
- 1967 : Antigone de Jean Cocteau, réalisation Jean-Claude de Nesle : Hémon
- 1968 : Turcaret ou le Financier de Lazare Iglésis : le chevalier
- 1969 : Le Distrait de Jean-François Regnard, réalisation Philippe Joulia : Léandre
- 1975 : Les Ailes de la colombe de Daniel Georgeot : Merton
- 1980 : Au théâtre ce soir : Comédie pour un meurtre de Jean-Jacques Bricaire et Maurice Lasaygues, mise en scène Dominique Nohain, réalisation Pierre Sabbagh, théâtre Marigny : Julien Grisoni
- 1980 : Le Vol d'Icare de Daniel Ceccaldi d'après Raymond Queneau : Jacques

#### Séries télévisées
- 1961 : Le Théâtre de la jeunesse, épisode Doubrovsky d'Alexandre Pouchkine, réalisation Alain Boudet : la troisième sentinelle
- 1967 : Les Habits noirs de René Lucot : Maurice Schwartz
- 1968 : Les Atomistes de Léonard Keigel
- 1968 : Provinces, épisode De folie et d'amour de Jean-Paul Sassy
- 1978 : Madame le juge, épisode Le Feu de Philippe Condroyer : Pierre Miaille
- 1981 : L'inspecteur mène l'enquête, épisode Sans issue de Luc Godevais et Jean-Paul Roux
- 1982 : Les Amours des années grises, épisode Histoire d'un bonheur de Marion Sarraut : Jo Bardine
- 1985 : Les Cinq Dernières Minutes, épisode Histoire d'os de Jean-Jacques Goron : Ribot
- 1990 : Tribunal, épisode Le Vrai-Faux Tableau de Gérard Espinasse : Charles de Santerre
- 2012 : Plus belle la vie de Hubert Besson : Alexandre Balester

## Doublage

### Cinéma

#### Films
- Malcolm McDowell dans : 
  - Tonnerre de feu (1983) : le colonel F. E. Cochrane
  - Class of 1999 (1990) : Dr Miles Longford
  - La Surprise (1994) : Waltzer
  - Terror Clinic (1995) : Dr Stein
  - Chaude journée à L.A. (1997) : Henry Dugay
  - Espion et demi (2002) : Arthur Gundarss
  - Dorian : Pacte avec le Diable (2004) : Henry
  - Bobby Jones, naissance d'une légende (2004) : O. B. Keeler
  - Halloween (2007) : Dr Samuel Loomis
  - Halloween 2 (2009) : Dr Samuel Loomis
  - Le Livre d'Eli (2010) : Lombardi
  - Easy Girl (2010) : le principal Gibbons
  - Silent Hill: Revelation 3D (2012) : Leonard Wolf
  - Sanitarium (2013) : Dr Stenson
  - L'Employeur (en) (2013) : le patron
  - La Course à la mort de l'an 2050 (2017) : le président des États-Unis
  - Scandale (2019) : Rupert Murdoch
  - The Big Ugly (2020) : Harris
  - Père Stu : Un héros pas comme les autres (2022) : Monseigneur Kelly
- Derek Jacobi dans :
  - Looking for Richard (1996) : Derek Jacobi
  - Gladiator (2000) : le sénateur Gracchus
  - Le Tombeau (2001) : le père Lavelle
  - Au-delà (2010) : Derek Jacobi
  - Anonymous (2011) : le narrateur (voix)
  - My Week with Marilyn (2011) : Sir Owen Morshead
  - Le Crime de l'Orient-Express (2017) : Edward Masterman
  - Tomb Raider (2018) : M. Yaffe
  - Merveilles imaginaires (2020) : Mr Brown
  - Gladiator 2 (2024) : le sénateur Gracchus
- John Hurt dans :
  - Osterman week-end (1983) : Lawrence Fassett
  - La Folle Histoire de l'espace (1987) : le lieutenant Kane d'Alien
  - Contact (1997) : S. R. Hadden
  - Indiana Jones et le Royaume du crâne de cristal (2008) : le professeur Oxley
  - Outlander : Le Dernier Viking (2008) : Rothgar
  - Hercule (2014) : Cotys
- Héctor Elizondo dans :
  - Pretty Woman (1990) : Barney Thompson
  - L'Autre Sœur (1999) : Ernie
  - Just Married (ou presque) (1999) : Fisher
  - Mère-fille, mode d'emploi (2007) : Izzy
  - Valentine's Day (2010) : Edgar Paddington
  - Happy New Year (2011) : Kominsky
- Terence Stamp dans :
  - Link (1986) : Dr Steven Phillip
  - L'Affaire Karen McCoy (1993) : Jack Schmidt
  - Max la Menace (2008) : Siegfried
  - Yes Man (2008) : Terrence Bundley
  - Murder Mystery (2019) : Malcolm Quince
- Roddy McDowall dans  :
  - L'Aventure du Poséidon (1972) : Acres
  - Class 1984 (1982) : Terry Corrigan
  - Vampire, vous avez dit vampire ? (1985) : Peter Vincent
  - Vampire, vous avez dit vampire ? 2 (1988) : Peter Vincent
- James Rebhorn dans :
  - Mon cousin Vinny (1992) : George Wilbur
  - Independence Day (1996) : Albert Nimziki
  - Président ? Vous avez dit président ? (1996) : Charlie Reynolds
  - Loin du paradis (2002) : Dr Bowman
- Anthony Perkins dans :
  - Le Crime de l'Orient-Express (1974) : Hector McQueen
  - Le Trou noir (1979) : Dr Alex Durant
  - Les Jours et les nuits de China Blue (1984) : le révérend Peter Shayne
- John Glover dans :
  - Julia (1977) : Sammy
  - L'Enfer de la violence (1984) : Paul Briggs
  - Soleil de nuit (1985) : Wynn Scott
- John Lithgow dans :
  - Blow Out (1981) :
  - L'Esprit de Caïn (1992) : Carter / Caïn / Dr Nix / Josh / Margo
  - Confessions d'une accro du shopping (2009) : Edgar West
- Bruce Mahler (en) dans :
  - Police Academy (1984) : le cadet Douglas Fackler
  - Police Academy 2 (1985) : l'officier Douglas Fackler
  - Police Academy 3 (1986) : le sergent Douglas Fackler
- Ian Charleson dans 
  - Les Chariots de feu (1981) : Eric Liddell
  - Greystoke, la légende de Tarzan (1984) : Jeffson Brown
- Michael Palin dans :
  - Bandits, bandits (1981) : Vincent
  - Porc royal (1984) : Gilbert Chilvers
- Dan Aykroyd dans :
  - Doctor Detroit (1983) : Clifford Skridlow / Doctor Detroit
  - Vacances très mouvementées (1988) : Roman Craig
- David Warner dans : 
  - L'Homme aux deux cerveaux (1983) : Dr Alfred Necessiter
  - Waxwork (1988) : David Lincoln
- Harold Ramis dans : 
  - SOS Fantômes (1984) : Dr Egon Spengler
  - SOS Fantômes 2 (1989) : Dr Egon Spengler
- Robert Trebor dans :
  - Paiement cash (1986) : Leo Franks
  - Universal Soldier (1992) : le propriétaire du motel
- Peter Friedman dans :
  - La Septième Prophétie (1988) : le Père Lucci
  - JF partagerait appartement (1992) : Graham Knox
- Ed Begley Jr. dans :
  - Batman Forever (1995) : Fred Stickley
  - SOS Fantômes (2016) : Ed Mulgrave Jr.
- David Bowers dans : 
  - Star Wars, épisode II : L'Attaque des clones (2002) : Mas Amedda
  - Star Wars, épisode III : La Revanche des Sith (2005) : Mas Amedda
- Christopher Walken dans :
  - Arrête-moi si tu peux (2002) : Frank Abagnale Sr.
  - Dune : Deuxième partie (2024) : l'empereur Shaddam IV Corrino
- Gianni Bissaca (it) dans :
  - Tellement beau (2020) : le médecin
  - Encore plus beau (it) (2021) : le médecin
- Donald Sutherland dans :
  - Moonfall (2022) : Holdenfield
  - Le Téléphone de M. Harrigan (2022) : John Harrigan

- 1958[n 1] : Danger planétaire : un pompier [Qui ?]
- 1964[n 2] : Le Masque de la mort rouge : Gino (David Weston (en))
- 1966 : Texas Adios : Jim Sullivan (Cole Kitosch)
- 1970 : M*A*S*H : le caporal Walter « Radar » O'Reilly (Gary Burghoff)
- 1971 : Charlie et la Chocolaterie : M. Turkentine (David Battley (en))
- 1971 : French Connection : Howard, le chimiste (Patrick McDermott)
- 1971 : The Big Boss : Hsiao Chiun (Tony Liu) (1er doublage)
- 1971 : Satan, mon amour : Richard (Terence Scammell)
- 1972 : Cabaret : Brian Roberts (Michael York)
- 1973[n 3] : L'Exorciste : Tom (Thomas Bermingham (en))
- 1973 : Papillon : Maturette (Robert Deman (en))
- 1973 : SSSSnake : David Blake (Dirk Benedict)
- 1974 : Zardoz : Friend (John Alderton (en))
- 1974 : Frankenstein Junior : l'étudiant en médecine (Danny Goldman (en))
- 1975 : Inserts : Rex (Stephen Davies)
- 1975 : Capone : Frank Nitti (Sylvester Stallone)
- 1975 : Les Requins : Juanito (David Gilliam)
- 1975 : Le Froussard héroïque : Eric Hansen (Christopher Cazenove)
- 1976 : L'Homme qui venait d'ailleurs : Thomas Jerome Newton (David Bowie)
- 1976 : Intervention Delta : Rudy (Steven Keats)
- 1977 : La Fièvre du samedi soir : Frank Manero Jr. (Martin Shakar) (1er doublage)
- 1977 : Le Prince et le Pauvre : le prince Edward (Mark Lester)
- 1977 : Sinbad et l'Œil du tigre : le prince Kassim (Damien Thomas (en))
- 1978 : Les Yeux de Laura Mars : Donald Phelps (René Auberjonois)
- 1978 : Un mariage : le sergent Reedley Roots (Craig Richard Nelson)
- 1978 : Ces garçons qui venaient du Brésil : Friedrich Hessen (Sky du Mont)
- 1978 : Mon nom est Bulldozer : l'homme bizarre (Nando Paone (it))
- 1979 : American Graffiti, la suite : Newt (Scott Glenn)
- 1979 : Le Cavalier électrique : le metteur en scène à Las Vegas[Qui ?]
- 1980 : Brubaker : Huey Rauch (Tim McIntire)
- 1980 : L'Impossible Témoin : Lee McHugh (Peter Maloney)
- 1980 : Stardust Memories : un fanatique d'ufologie[Qui ?]
- 1981 : Le Loup-garou de Londres : le joueur de fléchettes (David Schofield)
- 1982 : Star Trek 2 : La Colère de Khan : Dr David Marcus (Merritt Butrick (en))
- 1982 : Blade Runner : J. F. Sebastian (William Sanderson)
- 1982 : Le Verdict : Joseph Alito (Kent Broadhurst)
- 1982 : Ténèbres : Christiano Berti (John Steiner)
- 1982 : Y a-t-il enfin un pilote dans l'avion ? : un visiteur de l'hôpital psychiatrique [Qui ?]
- 1982 : Les cadavres ne portent pas de costard : Ray Milland (images d'archives)
- 1982 : Diner : Modell (Paul Reiser)
- 1984 : Conan le Destructeur : Akiro le magicien (Mako)
- 1984 : Johnny le dangereux : Danny Vermin (Joe Piscopo)
- 1984 : Les Guerriers des étoiles : le prisonnier politique (Sander Johnson)
- 1984 : Les Aventures de Buckaroo Banzaï à travers la 8e dimension : le secrétaire de la Défense McKinley (Matt Clark)
- 1984 : Starfighter : Xur (Norman Snow (en))
- 1984 : Le Palace en délire : Brad Mollen (Bradford Bancroft)
- 1984 : L'Ambassadeur : Chantage en Israël : Lenny (Yifatch Katzur)
- 1985 : Profession : Génie : Bodie (Tommy Swerdlow (en))
- 1985 : Ouragan sur l'eau plate : le cadre de Spenco (Harry Ditson)
- 1985 : Série noire pour une nuit blanche : Don (Jon Stephen Fink)
- 1985 : Perfect : Jeff (Lee Nicholl)
- 1985 : Comment claquer un million de dollars par jour : Eugene Prevost (David Wohl)
- 1986 : Aliens, le retour : Lydecker (William Armstrong)
- 1986 : Short Circuit : Howard Marner (Austin Pendleton)
- 1986 : Crocodile Dundee : Richard Mason (Mark Blum)
- 1986 : Shanghai Surprise : Justin Kronk (Philip Sayer (en))
- 1986 : La Petite Boutique des horreurs : le premier exécutif d'NBC (Robert Arden)
- 1986 : Sans pitié : Allan Deveneux (William Atherton)
- 1986 : Trois Amigos ! : Ned Nederlander (Martin Short)
- 1986 : Cobra : l'inspecteur Monte (Andrew Robinson)
- 1987 : Police Academy 4 : l'officier Sweetchuck (Tim Kazurinsky)
- 1987 : Cheeseburger film sandwich : le président des États-Unis dans Amazon Women on the Moon (Forrest J. Ackerman) / le docteur dans Reckless Youth (Paul Bartel)
- 1988 : Les Aventures du baron de Münchhausen : Berthold / Desmond (Eric Idle)
- 1988 : La Vie en plus : Bill (Dennis Dugan)
- 1988 : Bird : Brewster (Michael McGuire (en))
- 1988 : Un cri dans la nuit : Barker (Bruce Myles)
- 1989 : Batman : Eddie, le vagabond inquiet (George Roth)
- 1989 : Tango et Cash : Owen (Michael J. Pollard)
- 1989 : Warlock : Warlock (Julian Sands)
- 1989 : The Experts : Wendell (Arye Gross)
- 1989 : Les Banlieusards : Mark Rumsfield (Bruce Dern)
- 1989 : Le Fantôme de l'Opéra : Erik Destier / le fantôme (Robert Englund)
- 1989 : La Mouche 2 : Shepard (Frank C. Turner (en))
- 1990 : L'Échelle de Jacob : Paul (Pruitt Taylor Vince)
- 1990 : Rosencrantz et Guildenstern sont morts : l'acteur (Richard Dreyfuss)
- 1990 : Les Fous de la pub : Saabs (Danton Stone (en))
- 1990 : Filofax : Ted Bradford Jr. (John de Lancie)
- 1990 : Dark Angel : Bruce (Mark Lowenthal)
- 1991 : Les Aventures de Rocketeer : Victor (Sam Vincent)
- 1991 : Lucky Luke : Hank, le barman (Mark Hardwick)
- 1991 : Le Vol de l'Intruder : le lieutenant-commandant Mad Jack / Doc (Dann Florek)
- 1991 : Le Dernier Samaritain : Milo (Taylor Negron)
- 1991 : Coups pour coups : Konefke (George Jenesky)
- 1991 : Hudson Hawk, gentleman et cambrioleur : Darwin Mayflower (Richard E. Grant)
- 1991 : Beignets de tomates vertes : Smokey Lonesome (Timothy Scott)
- 1991 : Ombres et Brouillard : l'assistant de Spiro (Robert Joy)
- 1991 : La P'tite Arnaqueuse : le maitre d'hôtel (Cameron Thor)
- 1991 : Dans la peau d'une blonde : Pacha (Jim J. Bullock)
- 1992 : Bodyguard : voix additionnelles (les présentateurs, l'annonceur des arrivées aux Oscars)
- 1992 : Et au milieu coule une rivière : l'ivrogne à la prison (Chuck Tweed)
- 1992 : Obsession fatale : Jérôme Lurie (Carmen Argenziano)
- 1992 : Sidekicks : Eugene Mapes (Gerrit Graham)
- 1992 : Un flingue pour Betty Lou : l'inspecteur Frank (Ray McKinnon)
- 1992 : La Nuit déchirée : Don Robertson (Lyman Ward)
- 1993 : Sacré Robin des Bois : le directeur de prison [Qui ?]
- 1993 : Rasta Rockett : Larry (Larry Gilman)
- 1993 : Coneheads : Gorman Seedling (Michael McKean)
- 1993 : Madame Doubtfire : Justin Gregory (Martin Mull)
- 1993 : Hocus Pocus : l'homme déguisé en diable (Garry Marshall)
- 1993 : Demolition Man : le directeur William Smithers (André Gregory)
- 1993 : Meurtre par intérim : Dr Feldman (Dakin Matthews)
- 1993 : Le Concierge du Bradbury : Ed Drinkwater (Bob Balaban)
- 1993 : Glass Shadow : Danny Bench (Billy Drago)
- 1994 : Les Héritiers affamés : le directeur télé (Lowell Ganz)
- 1994 : Highlander 3 : le fou se prenant pour Napoléon Bonaparte (John Dunn-Hill)
- 1994 : The Shadow : Berger (Max Wright)
- 1994 : Deux doigts sur la gâchette : Rance (Robert Harper (en))
- 1994 : Absolom 2022 : Dysart (Jack Shepherd (en))
- 1995 : Heat : Alan Marciano (Hank Azaria)
- 1995 : Dernières heures à Denver : Randall Cuffland (Willie Garson)
- 1996 : L'Effaceur : William Donahue (James Cromwell)
- 1996 : Les Fantômes du passé : Byron De La Beckwith (James Woods)
- 1997 : Relic : le maire Robert Owen (Robert Lesser)
- 1997 : L'Idéaliste : le juge Harvey Hale (Dean Stockwell)
- 1997 : Titanic : le passager qui prie (Barry Dennen)
- 1998 : Ma meilleure ennemie : Duncan Samuels (Darrell Larson (en))
- 1999 : Accords et Désaccords : M. Haynes (John Waters)
- 2002 : Arac Attack, les monstres à huit pattes : Joshua (Tom Noonan)
- 2004 : L'Exorciste : Au commencement : le Père Gionetti (David Bradley)
- 2005 : La Légende de Zorro : l'agent Harrigan (Michael Emerson)
- 2005 : Baby-Sittor : le directeur (Scott Thompson)
- 2006 : Scandaleusement célèbre : Brian Shoop (Everett Ogburn)
- 2006 : Lettres d'Iwo Jima : l'amiral Ohsugi (Nobumasa Sakagami)
- 2011 : Conan : Fassir (Raad Rawi)
- 2012 : La Dame de fer : Michael Foot (Michael Pennington)
- 2012 : Une nouvelle chance : Smitty (Chelcie Ross)
- 2013 : Django Unchained : Leo Moguy (Dennis Christopher)
- 2013 : Gambit : Arnaque à l'anglaise : le major (Tom Courtenay)
- 2014 : 13 Sins : la voix au téléphone (George Coe)
- 2015 : Charlie Mortdecai : le duc (Michael Byrne)
- 2015 : Demolition : Ray (Madison Arnold)
- 2017 : Undercover Grandpa (en) : Wolf (Lawrence Dane)
- 2017 : Blade of the Immortal : Kagimura Habaki (Min Tanaka)
- 2018 : Gentlemen cambrioleurs : Billy « The Fish » Lincoln (Michael Gambon)
- 2018 : Ma vie après toi : le vieux monsieur [Qui ?]
- 2018 : La Favorite : eviction courtier (John Locke)
- 2018 : Le Retour de Mary Poppins : M. Dawes Jr. (Dick Van Dyke)
- 2018 : Mortal Engines : le professeur Arkengarth (Terry Norris)
- 2019 : Downton Abbey : le chef Courbet (Philippe Spall)
- 2019 : L'Ombre de Staline : David Lloyd George (Kenneth Cranham)
- 2019 : Malgré tout : Pedro (Juan Diego)
- 2021 : The Seventh Day (en) : l'archevêque (Stephen Lang)
- 2023 : Hard Days : Semba (Akira Emoto)
- 2023 : Le Pari de Chang (en) : le coach de basket (Jon Shaver)

#### Films d'animation
- 1978 : La Folle Escapade : Coucou (1er doublage)
- 1989 : Lucifer : Le Dieu des Enfers (Saint Seiya) : Lucifer / Moa
- 1990 : Le Prince et le Pauvre : Horace
- 1993 : L'Étrange Noël de monsieur Jack :  un vampire
- 2003 : Le Royaume des chats : Natori
- 2010 : Tom et Jerry : Élémentaire, mon cher Jerry : le Pr Moriarty[1]
- 2017 : Baby Boss : Wizzie
- 2021 : Baby Boss 2 : Une affaire de famille : Wizzie

### Télévision

#### Téléfilms
- René Auberjonois dans :
  - Le Retour des mystères de l'Ouest (1979) : Sir David Edney
  - Encore plus de mystères de l'Ouest (1980) : Sir David Edney
  - Le Langage perdu des grues (1991) : Geoffrey Lane
- Anthony Perkins dans :
  - Psychose 4 (1990) : Norman Bates
  - L'Assassin au fond des bois (1992) : Paul Miller

- 1975 : La Nuit qui terrifia l'Amérique : Stefan Grubowki (Cliff De Young)
- 1975 : The Kansas City Massacre : Verne Miller (Matt Clark)
- 1980 : Les Diamants de l'oubli : MacFarland (Roddy McDowall)
- 1985 : Le Couteau sur la nuque : le duc de Merton (Geoffrey Rose)
- 1985 : Meurtre au crépuscule : Scott Lasher (Jack Blessing)
- 1990[2] : « Il » est revenu : Edward « Eddie » Kaspbrak (Dennis Christopher)
- 1991 : Au-delà du désespoir : Donald Barnes (Željko Ivanek)
- 1991 : Intrigues impériales : le grand-duc Pierre (Reece Dinsdale)
- 1995 : Meurtres en série : Aaron Bliss (Dean Stockwell)
- 1995 : Liz: The Elizabeth Taylor Story : Michael Wilding (Nigel Havers)
- 1997 : Une inconnue au téléphone : Charles Persky (Ken Cameroux-Taylor)
- 1999 : Embrouilles dans la galaxie : Barnabus (Malcolm McDowell)
- 1999 : Le Train de l'enfer : George Bouchard (John de Lancie)
- 1999 : Nom de code : P12 : Janson (Edgar Selge)
- 2000 : Poison : Evan Lazlo (Michael Des Barres)
- 2001 : Manipulation : Howard Downey (Eric Peterson)
- 2002 : Plus fort que le silence : Scott Miller (Matt Craven)
- 2002 : SOS Père Noël : Stan (Ed Gale)
- 2005 :  Le Cœur en sommeil : Dr Reynlods (Sam Anderson)
- 2010 : Une famille sur les bras ! : Hans Tanner (Günther Schramm)
- 2015 : Ein Sommer in Barcelona : père Gomez (Jaume Maruny)
- 2017 : The Saint : Jasper (Roger Moore)
- 2017 : Organiser le Noël parfait : Lawrence Hennessey (Malcolm Stewart)
- 2019 : Noël à la une : Manny O'Quinn (George Wendt)
- 2022 : Ray Donovan: The Movie : Dr Arthur Amiot (Alan Alda)

#### Séries télévisées
- Sam Anderson dans  :
  - Lost : Les Disparus (2005-2010) : Bernard Nadler (22 épisodes)
  - Les Experts : Manhattan (2006) : Dr Richards (saison 3, épisode 9)
  - Grey's Anatomy (2009) : Michael Whitman (saison 5, épisode 15)
  - Esprits criminels (2009) : Dr Rawlings (saison 4, épisode 19)
  - Hawaii 5-0 (2012) : Owen Sutherland (saison 2, épisode 13)
  - NCIS : Los Angeles (2012) : le sénateur Dick Osborne (saison 4, épisode 4)
  - Scandal (2012) : Melvin Feen (saison 2, épisode 6)
  - Justified (2013-2014) : Lee Paxton (9 épisodes)
  - Grimm (2014) : Olek Porter (saison 3, épisodes 20 et 21)
  - Grey's Anatomy : Station 19 (2019) : Elliott (saison 2, épisode 13)
  - Murder (2019) : Thomas Fitzgerald (saison 6, épisode 7)
- Malcolm McDowell dans  :
  - New York, section criminelle (2006) : Jonas Slaughter (saison 5, épisode 13)
  - Entourage (2005-2011) : Terrance McQuewick (11 épisodes)
  - La Malédiction du pharaon (2006) : Nathan Cairns (mini-série)
  - Heroes (2007-2008) : M. Linderman (10 épisodes)
  - Les Experts : Miami (2010-2012) : M. Darren Vogel (3 épisodes)
  - Mentalist (2010-2013) : Bret Stiles (5 épisodes)
  - Tout le monde aime les diamants (2023) : Gerald Khan
- Ed Begley Jr. dans :
  - Sept à la maison (1999-2003) : Dr Hank Hastings (16 épisodes)
  - Kingdom Hospital (2004) : Dr Jesse James (13 épisodes)
  - Boston Justice (2006-2007) : Clifford Cabot (3 épisodes)
  - Bless this Mess (2019-2020) : Rudy Longfellow (26 épisodes)
  - Young Sheldon (2019-2024) : Dr Linkletter (37 épisodes)
- Derek Jacobi dans :
  - Cadfael (1994-1998) : Frère Cadfael (13 épisodes)
  - Les Misérables (2018) : Bishop (mini-série)
  - The Crown (2019) : Edward, Duc de Windsor (saison 3, épisode 8)
  - Sandman (2022) : Erasmus Fry (saison 1, épisode 11)
- Michael Des Barres dans : 
  - MacGyver (1987-1991) : Murdoc (7 épisodes)
  - Le Caméléon (1998) : Douglas Willard (saison 3, épisode 3)
  - MacGyver (2018-2019) : Nicholas Helman (saison 2, épisode 15 et saison 3, épisode 18)
- Dean Haglund dans :
  - X-Files : Aux frontières du réel (1994-2018) : Richard « Ringo » Langly (37 épisodes)
  - The Lone Gunmen : Au cœur du complot (2001) : Richard « Ringo » Langly (13 épisodes)
  - Bones (2010) : Blaine Miller (saison 5, épisode 11)
- Alan Alda dans :
  - The Big C (2011-2013) : Dr Atticus Sherman (6 épisodes)
  - The Good Fight (2018-2019) : Solomon Waltzer (3 épisodes)
  - Ray Donovan (2018-2020) : Dr Arthur Amiot (8 épisodes)
- Roddy McDowall dans :
  - Les Dessous d'Hollywood (1985) : Jason Swandle (mini-série)
  - Code Quantum (1992) : Edward St John V (saison 4, épisode 22)
- Charley Lang dans :
  - Dark Skies : L'Impossible Vérité (1996-1997) : Dr Halligan (11 épisodes)
  - La Vie à cinq (1997) : Dr Haigney (saison 4, épisode 2)
- Matt Craven dans :
  - L.A. Docs (1998-1999) : Dr Tim Lonner (24 épisodes)
  - The Lyon's Den (2003) : George Riley (7 épisodes)
- John Lithgow dans :
  - Once Upon a Time in Wonderland (2013-2014) : le Lapin blanc (voix, 13 épisodes)
  - The Crown (2016-2019) : Winston Churchill (11 épisodes)

- 1974-1983 : La Petite Maison dans la prairie : Percival Dalton (Steve Tracy)
- 1976 : Moi Claude empereur : Marcellus (Christopher Guard)
- 1977 : Racines : George Johnson dit « Vieux George » (Brad Davis)
- 1977-1981 : Soap : Jodie Dallas (Billy Crystal)
- 1978 : L'Île perdue : David (Robert Edgington)
- 1983-1984 : V et V : La Bataille finale' : Steven (Andrew Prine)
- 1984 : Les Derniers Jours de Pompéi : Clodius (Gerry Sundquist)
- 1984 : Isaura : Álvaro (Edwin Luisi)
- 1984-1986 : Riptide : Murray « Boz » Bozinsky (Thom Bray)
- 1986-1987 : Le Magicien : Simon McKay (David Rappaport)
- 1989-2006 : Les Feux de l'amour : Glenn Richards (Brendan Burns) (62 épisodes)
- 1993 : Arabesque : le capitaine Elgin Meyers (Ned Bellamy) (saison 9, épisode 21)
- 1993-1998 : Babylon 5 : G'Kar (Andreas Katsulas) (110 épisodes)
- 1995 : Melrose Place : Dr Paul Graham (David Beecroft)
- Bugs : Roland Blatty (Robert Craig-Morgan)
- 1995 : Gerd Thomas dans l'épisode Le Musée rouge (2.10) de X-Files (Paul Sand)
- 1995-1996 : Docteur Quinn, femme médecin : le superintendant Hazen (James Sloyan) (3 épisodes)
- Andrew Airlie : Kalan dans Stargate SG-1 (épisode 3.05) (1999)
- 2000 : Dune : Piter de Vries (Jan Unger) (mini-série)
- 2002-2005 : Sue Thomas, l'œil du FBI : Randy Pitts (Ed Sahely) (6 épisodes)
- 2004-2006 : Deadwood : Eustace Bailey « E. B. » Farnum (William Sanderson) (36 épisodes)
- 2004-2008 : Sur écoute : le diacre (Melvin Williams) (11 épisodes)
- 2006 : Dr House : Walter (William Katt) (saison 2, épisode 19)
- 2013-2017 : House of Cards : le vice-président Jim Matthews (Dan Ziskie) (6 épisodes)
- 2015-2019 : Luther : George Cornelius (Patrick Malahide) (6 épisodes)
- 2016 : Four seasons in Havana : Miki Cara de Jeba (Hector Pérez) (mini-série)
- 2017 : Sense8 : le professeur Kolovi (John Judd) (4 épisodes)
- 2017 : Blacklist : Daniel Nakamoto (Sab Shimono) (saison 4, épisode 16)
- 2017 : Les Chroniques de Shannara : Bremen (Kevin J. Wilson) (2e voix - saison 2, épisode 7)
- 2018 : Here and Now : Ike Bayer (Ted Levine)
- 2018 : You : Ivan Mooney (Mark Blum) (4 épisodes)
- 2018 : American Crime Story : David Gallo (Terry Sweeney) (saison 2, épisodes 6 et 7)
- 2018 : Jessica Jones : Dr Tiboldt (Ben Van Bergen) (saison 2, épisode 3)
- 2019-2022 : Gentleman Jack : Jeremy Lister (Timothy West) (16 épisodes)
- 2020 : The Undoing : Franklin Reinhardt (Donald Sutherland) (mini-série)
- 2021 : Chapelwaite : Samuel Gallup (Eric Peterson)
- 2021 : The Walking Dead : Mays (Robert Patrick)
- 2022 : Anatomie d'un scandale : ? ( ? ) (mini-série)
- 2022 : Mo : Jim (Rutherford Cravens)
- 2022 : The Old Man : Morgan Bote (Joel Grey) (3 épisodes)
- 2022 : The Watcher : Roger Kaplan (Michael Nouri) (mini-série)
- 2023 : Lucky Hank (en) : Henry « Hank » Devereaux Sr. (Tom Bower)
- 2025 : High Potential : George Donovan (Lawrence Pressman) (saison 1, épisode 11)

#### Séries d'animation
- 1981 : Ulysse 31  : Antipatès / Nérus
- 1986 : Lady Oscar  : Hans-Axel de Fersen
- 1986-1991 : SOS Fantômes : Dr Egon Spengler
- 1990 : Fiveman : Arthur G6
- 1990 : Sophie et Virginie : Antoine
- 1991 : Dragon Quest : La Quête de Daï (Fly)  : Aban /  Apolo / Ban / Hyunkel / Matorif / Mazofuho / Myst
- 1992-1995 : Batman  : le Chapelier fou / Lucius Fox
- 1997 : Blake et Mortimer : le professeur Labrousse
- 1997 : Extrême Ghostbusters : Dr Egon Spengler
- 2010-2013 : Star Wars: The Clone Wars : Mas Amedda
- 2020: Scooby-Doo et Compagnie  : Malcolm McDowell (S1.Ep 23)[1]
- 2023 : Star Wars: The Bad Batch : Mas Amedda

### Jeux vidéo
- 1997 : Blade Runner : le professeur J. F. Sebastian
- 1998 : The X-Files, le jeu : Richard « Ringo » Langly
- 2003 : Primal : Scree
- 2006 : Runaway 2: The Dream of the Turtle : le professeur Simon
- 2007 : The Witcher : Mikoul le garde
- 2009 : SOS Fantômes, le jeu vidéo : Dr Egon Spengler[3]
- 2015 : Call of Duty: Black Ops III : Dr Monty[1]
- 2023 : Hogwarts Legacy : L'Héritage de Poudlard : voix additionnelles
- 2023 : Final Fantasy XVI : voix additionnelles
- 2023 : Alan Wake 2 : Odin Anderson